# Yeysk
Yeysk (tiếng Nga: Ейск) là một thành phố cảng và du lịch Nga. Thành phố nằm trên doi đất Yeya tách sông Yeya khỏi biển Azov, bên bờ vịnh Taganrog của biển Azov. Thành phố này thuộc chủ thể Krasnodar Krai. Thành phố có dân số 86.349 người (theo điều tra dân số năm 2002). Đây là thành phố lớn thứ 191 của Nga theo dân số năm 2002. Dân số qua các thời kỳ: 87,771 (Điều tra dân số 2010); 86,349 (Điều tra dân số 2002); 78,150 (Điều tra dân số năm 1989).
Thành phố được lập năm 1848 bởi hoàng tử Mikhail Semyonovich Vorontsov theo lệnh của Sa hoàng.